# Chlorops contribulus
Chlorops contribulus är en tvåvingeart som beskrevs av Friedrich Hermann Loew 1869. Chlorops contribulus ingår i släktet Chlorops och familjen fritflugor. Inga underarter finns listade i Catalogue of Life.